# La Convivencia
La Convivencia (på dansk "Sameksistens") er et begreb der er blevet brugt til at beskrive den periode i Spaniens historie hvor Jøder, Muslimer og Kristne levede i en form for fred sammen. 
La Convivencia startede ved den muslimske Umayyyad erobring af Spanien i år 711 og sluttede La Reconquista (Generobringen) i 1492.
Begrebet refererer oftes til de kulturelle ideer der blevet udvekslet mellem de tre religioner.